# 黒潮ライン

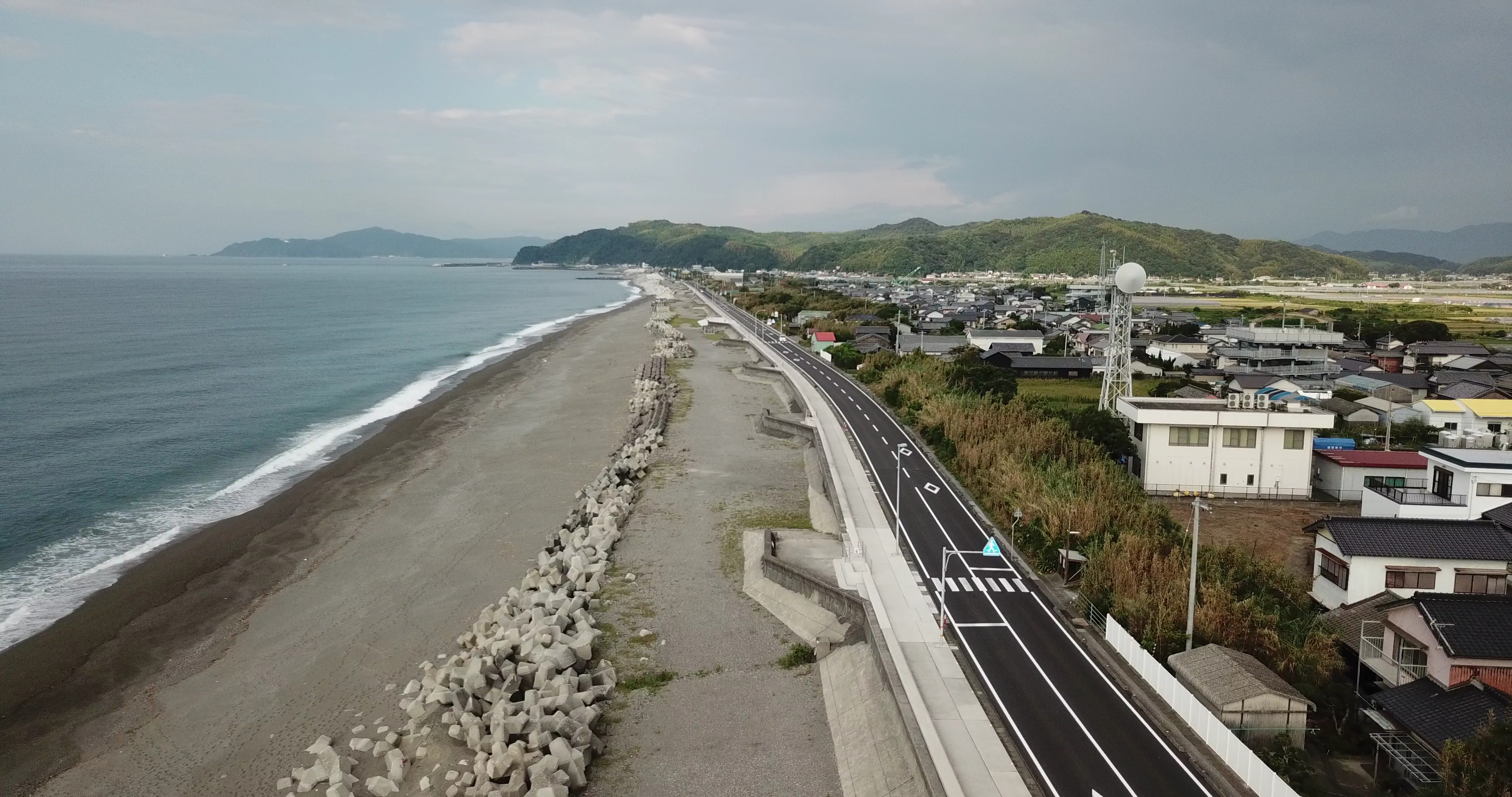
黒潮ラインの風景

黒潮ライン（くろしおライン）は、高知県南国市久枝から高知県土佐市宇佐までの県道14号春野赤岡線及び県道23号須崎仁ノ線にかけての土佐湾沿いを走る区間の総称。

## 概要
- 物部川河口大橋から宇佐大橋分岐までの区間の総称。
- 高知県道14号春野赤岡線を西へ向かい、浦戸湾に近づくと、「黒潮ライン」の表示が見える。
- 全線2車線。白と黄色のセンターライン。

## 解説
- 黒潮ラインと呼ばれる区間は南国市から土佐市にかけての土佐湾沿いを走る県道の愛称である。この区間はほぼ全線にわたり、海岸沿いを走ることになり、地元の人々にとってもドライブコースとして人気がある。かつては有料道路区間（浦戸大橋と仁淀川河口大橋）が有ったが、現在ではその区間も無料開放されている。近年は高知龍馬マラソンのコースとなり、年間を通じて完走を目指すランナーの練習風景を見ることができる。

## 周辺

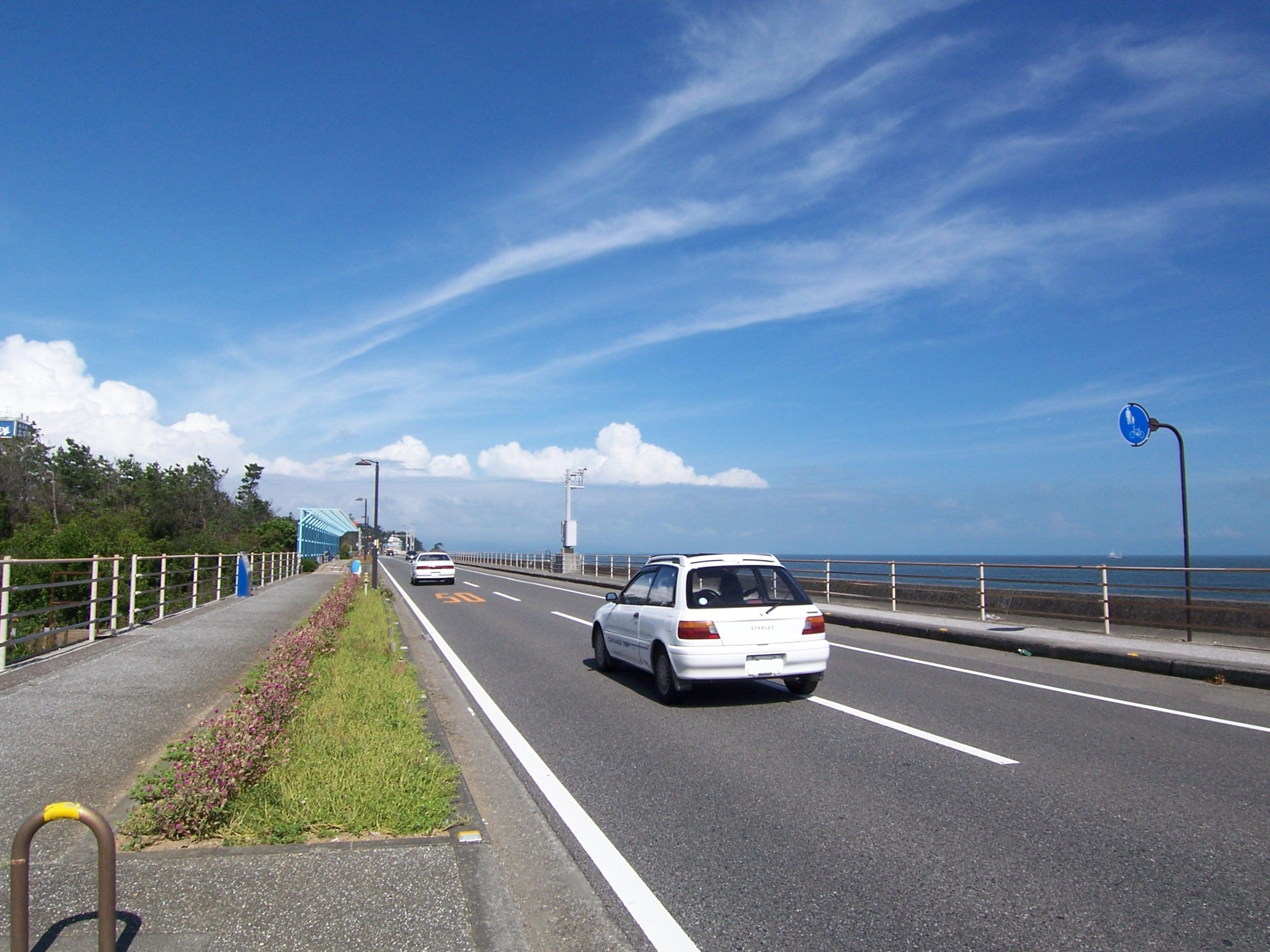
高知市長浜周辺。桂浜方向を望む

- 高知龍馬空港
- 桂浜
- 坂本龍馬像
- 高知県立坂本龍馬記念館
- 小松の沼
- 仁淀川河口大橋
- 仁ノ八幡宮
- 仁ノ城跡
- 仁淀川
- 新居地区観光交流センター南風
- 新居緑地公園
- 宇佐しおかぜ公園
- 宇佐大橋

## 参考画像

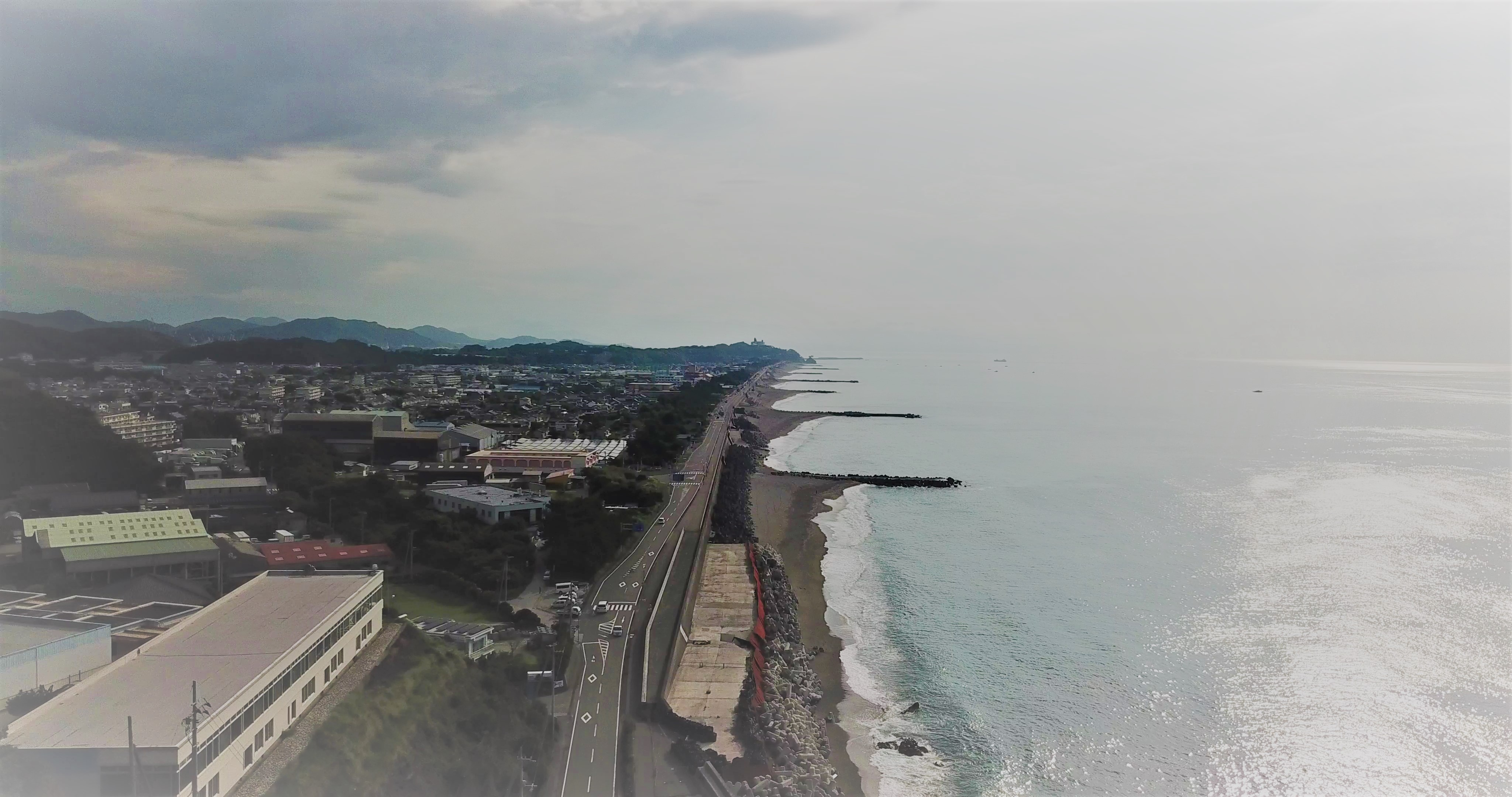
黒潮ライン 遠くに桂浜を望む
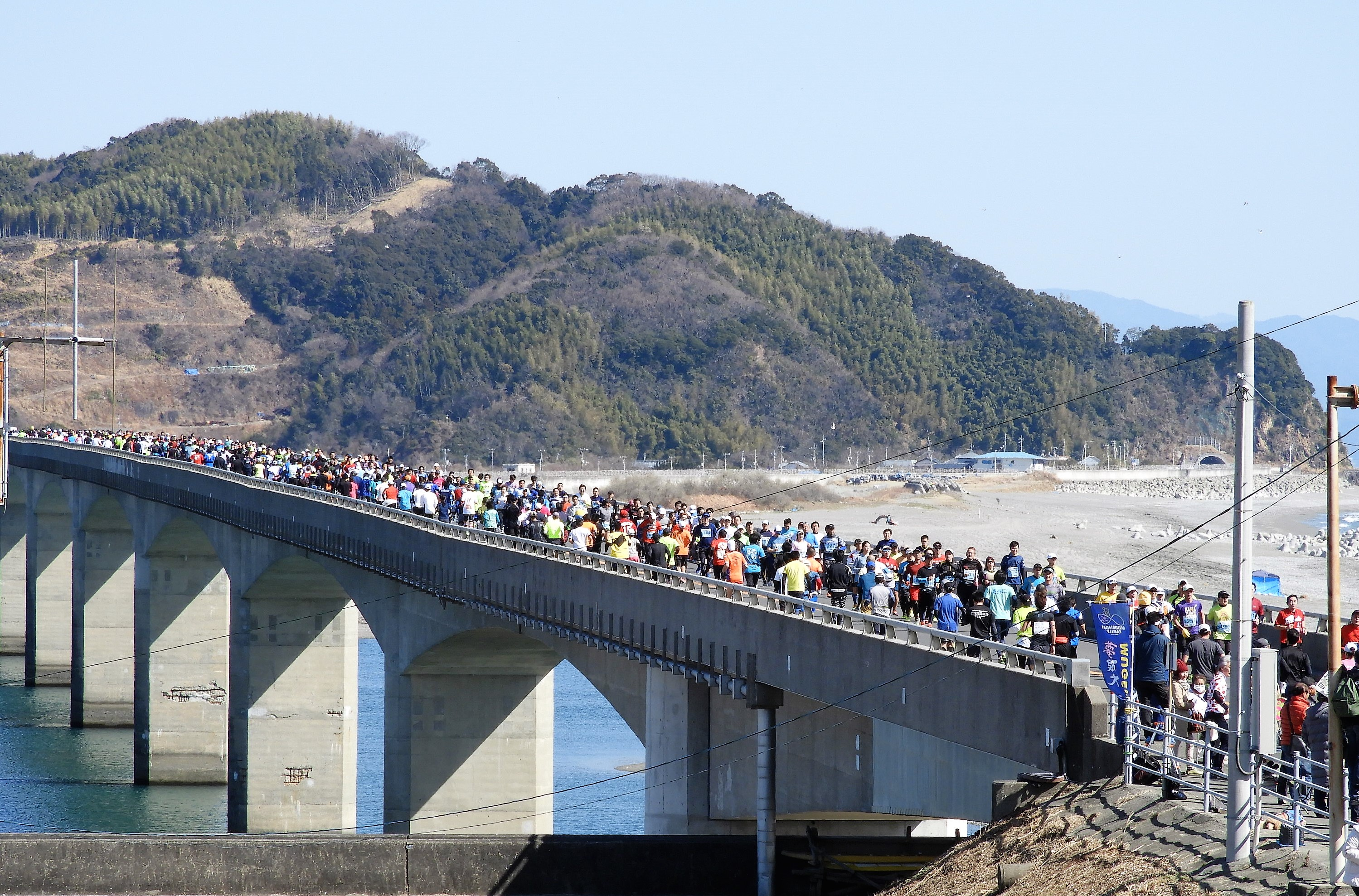
仁淀川河口大橋 2018年高知龍馬マラソン大会にて
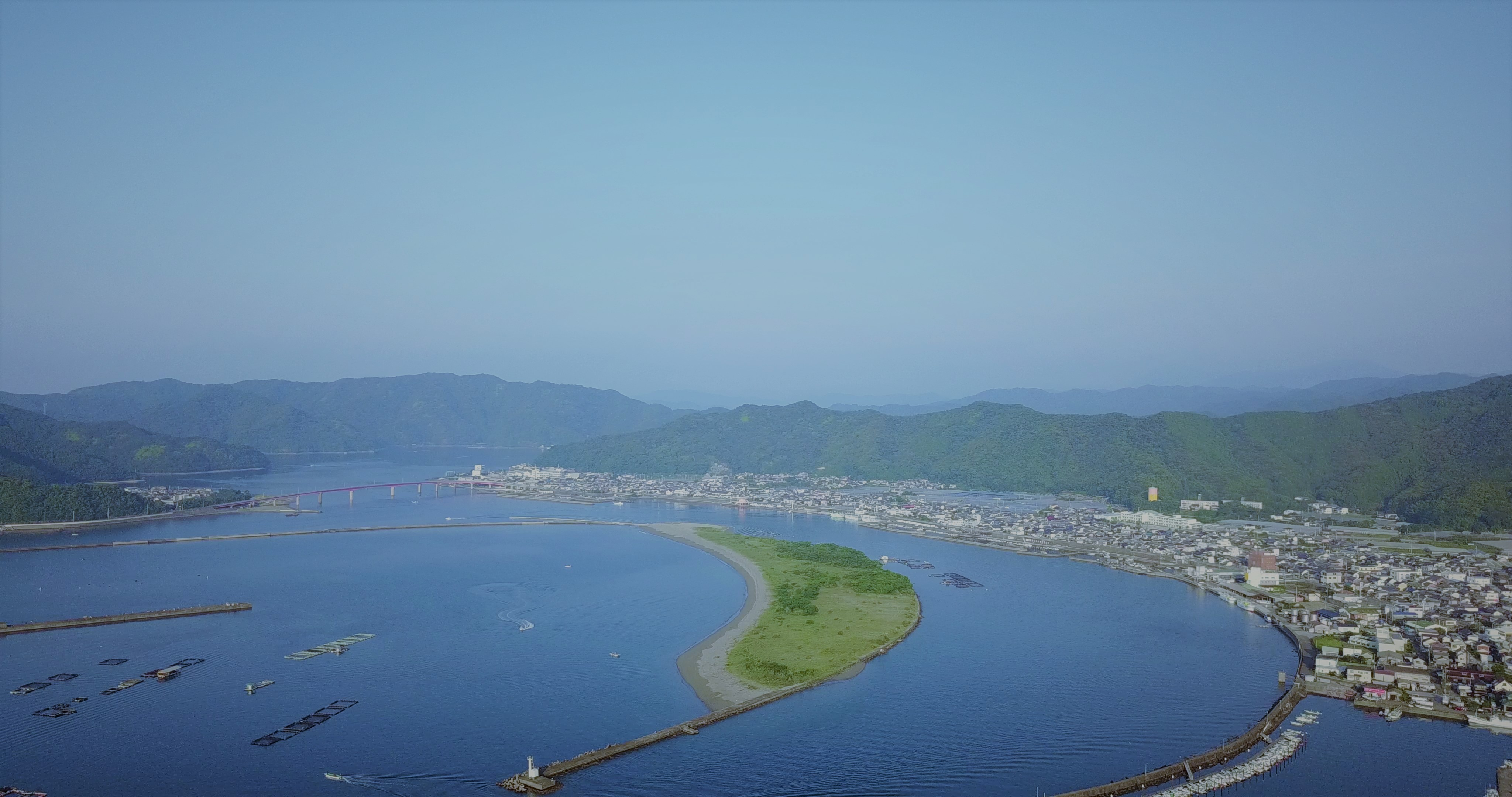
宇佐湾 土佐市宇佐町
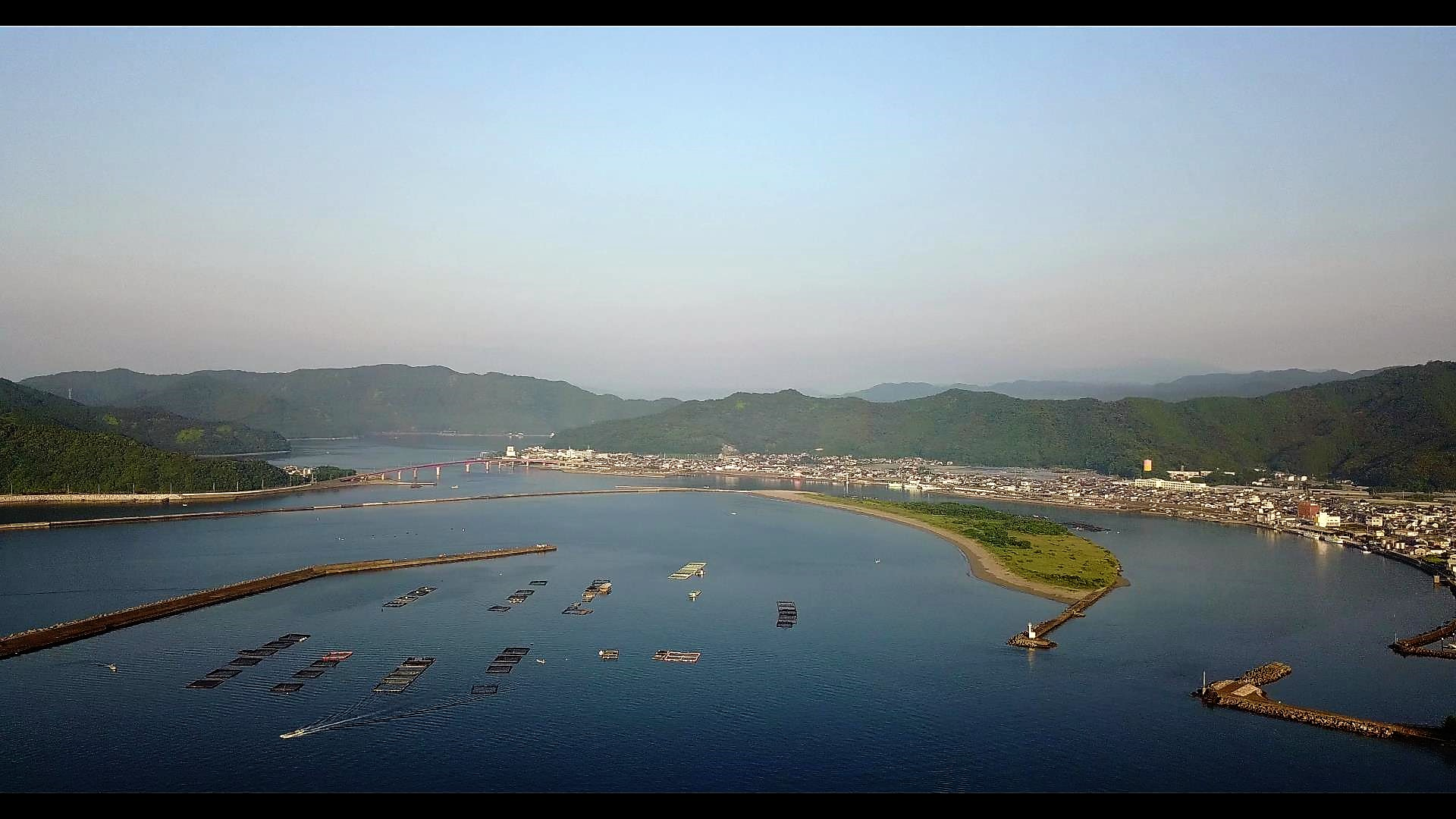
宇佐大橋 宇佐湾上空から撮影
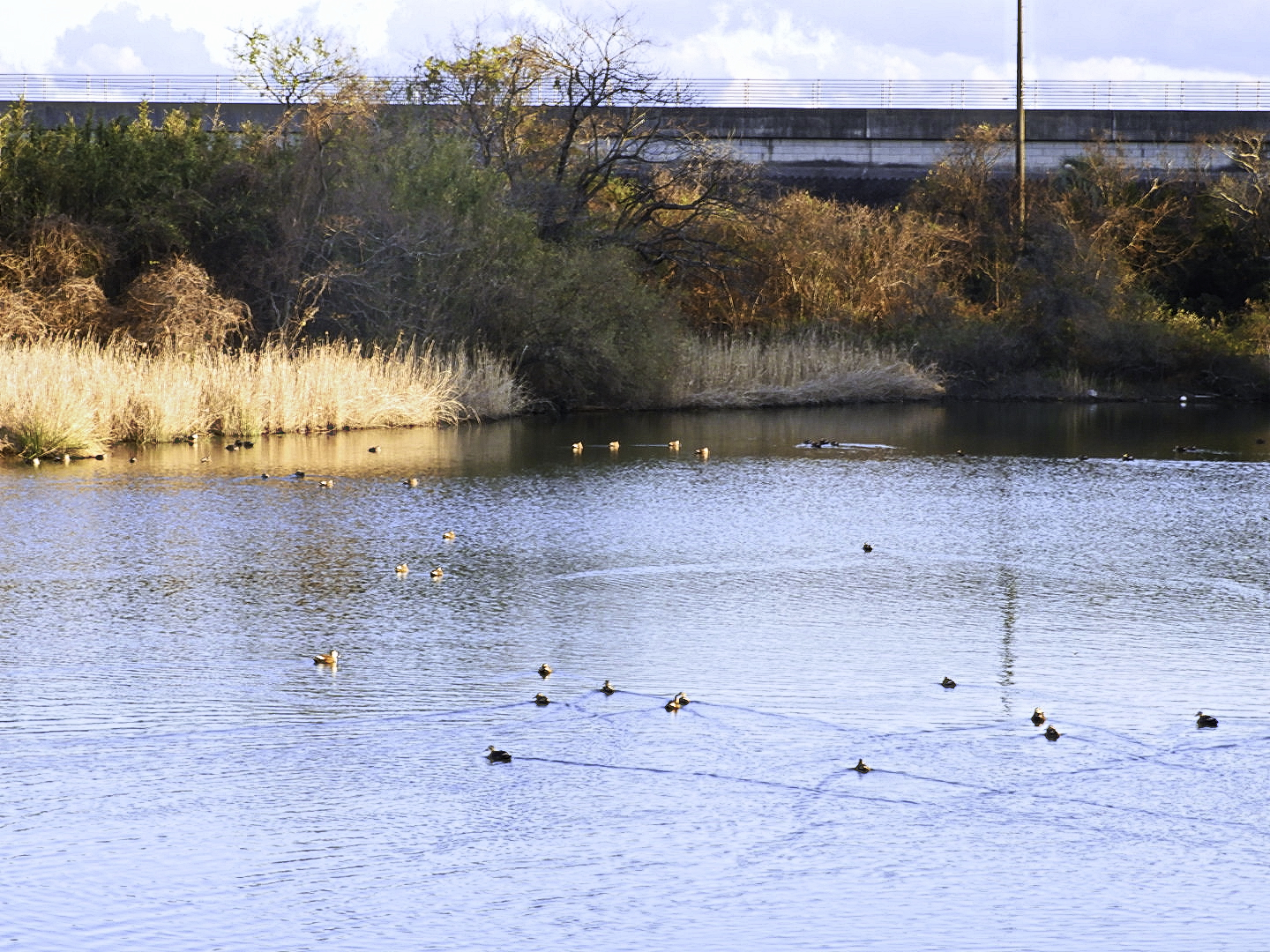
小松の沼の野鳥